# Jope Namawa
Jope Namawa (4 mei 1974) is een voormalige Fijisch voetballer die bij voorkeur als verdediger speelt.   
Op 7 april 2001 in de thuiswedstrijd tegen Amerikaans Samoa maakte Namawa debuut voor Fiji voetbalelftal. Hij speelde hele wedstrijd mee en hij begon in de basis, de wedstrijd ging gewonnen met 13-0.  Hij heeft 6 wedstrijden gespeeld en 1 doelpunt gescoord voor zijn nationale ploeg. 
Namawa beëindigde zijn voetbalcarrière in 2009.